# Василь Семенович Можайський
Василь Семенович (пом. близько 1517 / 1518) — останній князь стародубський (1508–1517) з роду Рюриковичів (Можайська гілка).

## Біографія
Василь Тулуп був єдиним сином і спадкоємцем удільного князя і московського «слуги» Семена Івановича (князя стародубського сіверського).
Після смерті свого батька, Василь Семенович Тулуп успадкував велике Стародубське князівство (Сіверське) (Стародуб Сіверський, Чернігів, Гомель, Любеч, Карачов і Хотимль).
1506 року князь Василь Семенович одружився з Марією Юріївною Сабуровою, сестрою першої дружини великого князя московського Василя III Івановича Соломонії Сабурової (бл. 1490-1542), дочки Юрія Сабурова.
Василь Семенович брав участь у двох війнах з Великим князівством Литовським в 1507–1508 і 1512 — 1522 роках.
Восени 1507 року князі Василь Семенович Стародубський і Василь Іванович Шем'ячич з московськими воєводами зробили руйнівний набіг на прикордонні литовські володіння. Вони вирушили на допомогуу Михайлу Львовичу Глинському, який підняв заколот проти великого князя литовського Сигізмунда Ягеллона.
Незважаючи на це, Василь Семенович Стародубський відчував сильну неприязнь до свого сусіда князя Новгород-Сіверського Василя Івановича Шем'ячича і намагався обмовити його перед своїм свояком, великим князем московським Василем III. Однак, у січні 1511 року Василь III в опасній грамоті на ім'я Василя Шем'ячича зняв з нього всі звинувачення в зраді.
Навесні 1512 року князі Василь Семенович і Василь Іванович Шем'ячич на півдні прикривали від кримських татар тил московського війська, що готувалася до походу на Смоленськ. Разом з ними знаходилися московські воєводи.
У 1512 році князь Василь Семенович був першим воєводою передового полку в московських військах під час першого походу великого князя московського Василя III.
Навесні 1513 року перед другим походом Василя III на Смоленськ служилі князі Василь Шем'ячич і Василь Стародубський зі своїми дружинами охороняли Сіверську землю від нападів кримських татар.
Восени 1514 року князі Василь Шем'ячич і Василь Стародубський розбили кримського калгу Мехмед Герая, який з військом вторгся до Сіверської землі.
Навесні 1515 року на володіння Василя Семеновича Стародубського і Василя Івановича Шем'ячича, коли князі вирушили за викликом великого князя до Москви, напали кримські татари.
У липні 1517 року Василь Семенович Стародубський надіслав до великого князя московського Василя III донос, в якому повідомлялося про таємну змову Василя Шем'ячича з київським воєводою Альбрехтом Гаштольдом. Нібито, Василь Шем'ячич запропонував воєводі київському з татарськими царевичами напасти на Сіверську землю, а сам повинен перейти на литовський бік. Пізніше донос підтвердив князь Федір Пронский, який був московським воєводою в Стародубі Сіверському. Влітку 1517 року до Василя Шем'ячича були відправлені довірені особи Василя III, які повинні були розслідувати цю справу. Василь Шем'ячич надіслав до Москви свого гінця і повідомив, що Василь Стародубський його обмовив.
У серпні 1518 року на вимогу Василя III сіверський князь Василь Шем'ячич їздив до Москви, де зміг виправдатися у всіх наклепах, після чого повернувся до свого спадку і вигнав Василя Стародубського. Згідно з повідомленням австрійського дипломата Сигізмунда Герберштейна, Василь Шем'ячич — «людина хоробра на війні і гроза татар» — довів Василя Стародубського «до крайньої межі» і після вигнання останнього захопив його князівство.
У вересні 1518 року в Криму повідомлялося, що князь Василь Стародубський помер. Його величезна вотчина, князівство Стародубське (Сіверське), було після цього приєднане великим князем московським Василем III до Московського царства.